# Weiner (Arkansas)
Weiner ist eine City in Arkansas im Poinsett County in den Vereinigten Staaten. Im Jahr 2000 lebten hier 760 Einwohner, im Jahr 2020 ergab die Zählung des Census 647 Einwohner.

## Geographie
Das gesamte Stadtgebiet beträgt 3,6 km².

## Demographie
Die Statistikstellen weisen für das Jahr 2008 306 Haushalte aus. Nahezu alle Einwohner (97,9 %) werden als Weiße klassifiziert.